# 保洛陶伊·卡罗伊
保洛陶伊·卡罗伊（匈牙利語：Palotai Károly，1935年9月11日—2018年2月3日），匈牙利男子足球运动员，司职中场。他曾代表匈牙利参加1964年夏季奥林匹克运动会足球比赛，获得一枚金牌。